# 白腰鵲鴝

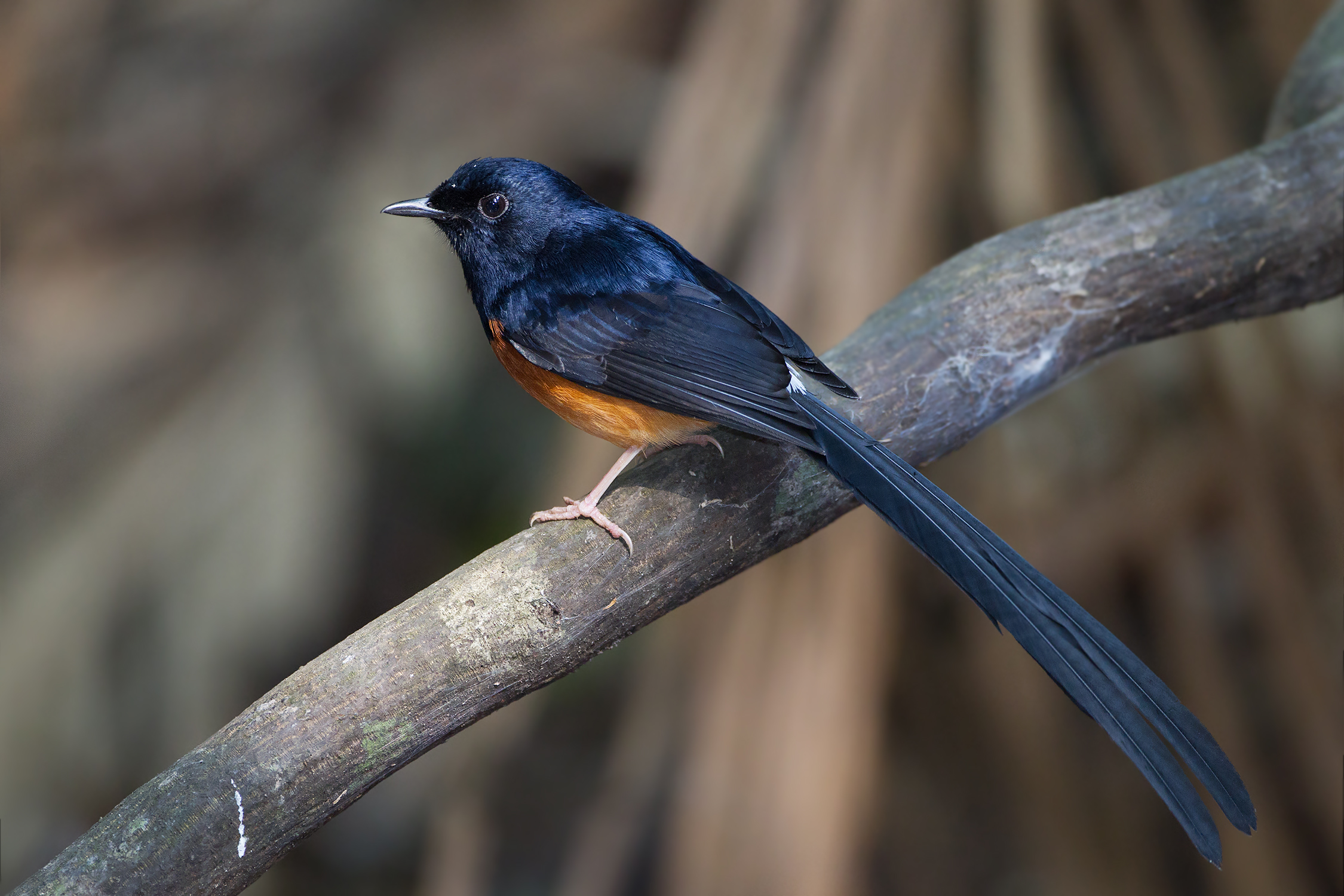
雄性白腰鵲鴝

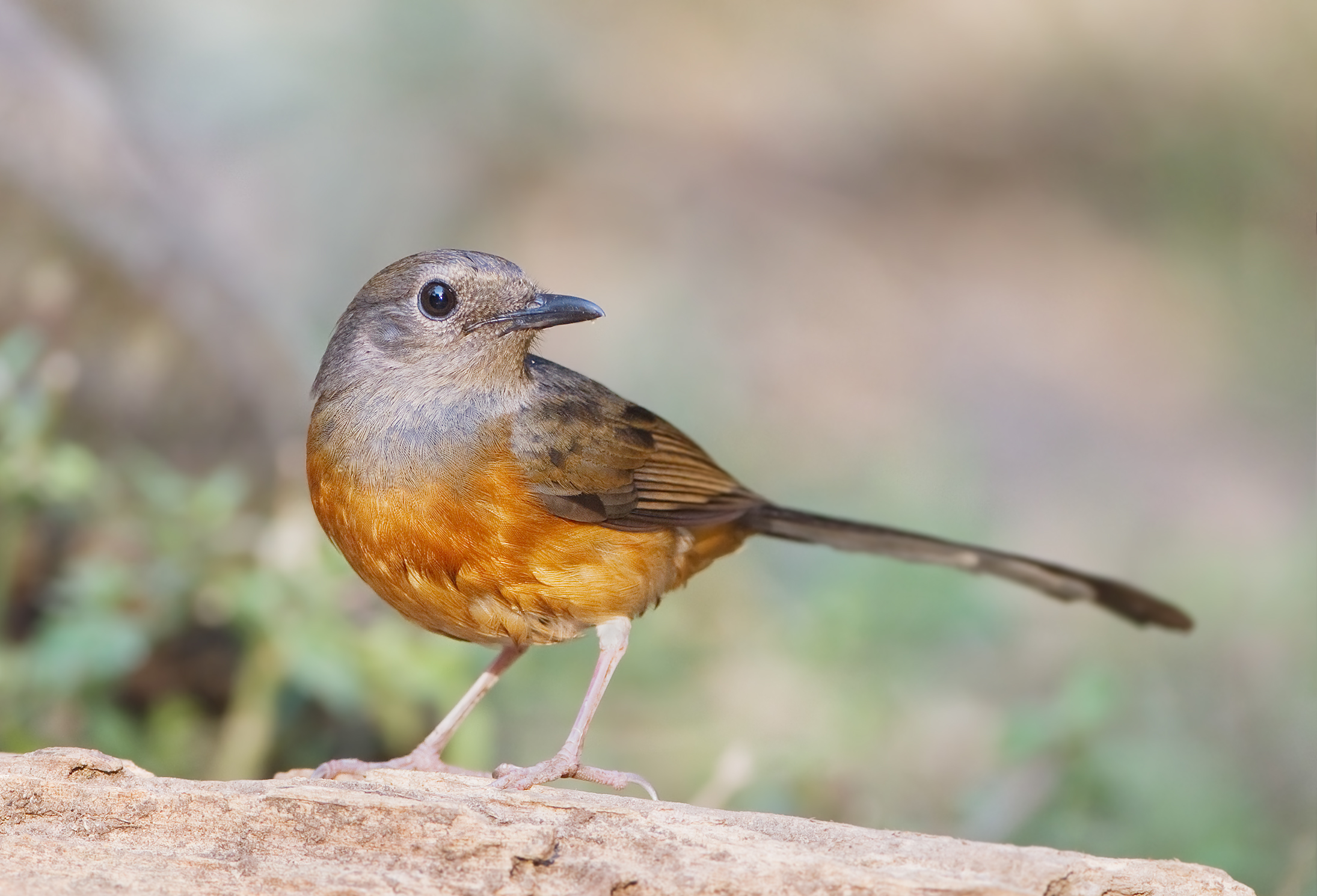
雌性白腰鵲鴝

白腰鵲鴝（學名：Copsychus malabaricus），俗稱長尾知渣、長尾四喜。曾被列入鶇科，故曾有白腰鵲鶇或稱鵲鶇等舊稱。

## 生态环境
普遍分佈於山谷樹林和Ko'olaus南部的山嵴。在樹木稀疏的低地闊葉林築巢。

## 分布地域
白腰鵲鴝分布于印度、尼泊尔、不丹、斯里兰卡、孟加拉、缅甸、泰国、老挝、越南、马来半岛、印度尼西亚诸岛以及中国大陆的云南、海南等地，主要生活于热带林及竹林内。该物种的模式产地在印度西南部Malabar。但在1931年初從馬來西亞引入夏威夷，1940年被引進到夏威夷歐胡島。
白腰鵲鴝在台灣為籠中逸鳥，在都會環境有分布，由於危害到本土物種，其清除工作至今仍在執行。

## 亚种
- 白腰鹊鸲云南亚种（学名：Copsychus malabaricus interpositus）。分布于缅甸、泰国、老挝、越南以及中国大陆的云南等地。该物种的模式产地在越南南部Daban。[6]
- 白腰鹊鸲海南亚种（学名：Copsychus malabaricus minor），是中国的特有物种。分布于海南等地。该物种的模式产地在海南岛。[7]